# علی داوران
علی داوران (زادهٔ ۱۴ شهریور ۱۳۷۹) بازیکن فوتبال اهل ایران است که در پست پست هافبک برای باشگاه فوتبال داماش گیلان بازی می‌کند.